# Standing Up
Standing Up é um filme americano de drama roteirizado e dirigido por D. J. Caruso, baseado no romance The Goats, de Brock Cole.

## Sinopse
Durante um acampamento de férias, um menino (Chandler Canterbury) e uma menina (Annalise Basso) são despidos e abandonados numa ilha de um lago, no meio da noite. Em vez de voltarem para o grupo e sofrerem ainda mais humilhações, os dois resolvem passar um tempo longe de todos do acampamento. A jornada de três dias provoca um intenso processo de autoconhecimento e superação.

## Elenco
- Chandler Canterbury como Howie
- Annalise Basso como Shadow "Grace" Golden
- Radha Mitchell como Meg Golden, mãe de Grace
- Val Kilmer como xerife Hofstadder
- Kate Maberly como Margo Cutter
- Blake Cooper Griffin como Eric

## Recepção da crítica
No agregador de críticas Rotten Tomatoes, na pontuação onde a equipe do site categoriza as opiniões da grande mídia e da mídia independente apenas como positivas ou negativas, tem um índice de aprovação de 56% calculado com base em 9 comentários dos críticos. Por comparação, com as mesmas opiniões sendo calculadas usando uma média aritmética ponderada, a nota alcançada é 5,8/10.
Em outro agregador, o Metacritic, que calcula as notas das opiniões usando somente uma média aritmética ponderada de determinados veículos de comunicação em maior parte da grande mídia, tem uma pontuação de 40/100, alcançada com base em 5 avaliações da imprensa anexadas no site, com a indicação de "revisões mistas ou neutras".